# Klęczany (gromada)
Klęczany (do 29 VI 1960 Marcinkowice) – dawna gromada, czyli najmniejsza jednostka podziału terytorialnego Polskiej Rzeczypospolitej Ludowej w latach 1954–1972.
Gromady, z gromadzkimi radami narodowymi (GRN) jako organami władzy najniższego stopnia na wsi, funkcjonowały od reformy reorganizującej administrację wiejską przeprowadzonej jesienią 1954 do momentu ich zniesienia z dniem 1 stycznia 1973, tym samym wypierając organizację gminną w latach 1954–1972.
Gromadę Klęczany z siedzibą GRN w Klęczanach utworzono 30 czerwca 1960 roku w powiecie nowosądeckim w woj. krakowskim w związku z przeniesieniem siedziby GRN gromady Marcinkowice z Marcinkowic do Klęczan i przemianowaniem jednostki na gromada Klęczany; równocześnie do gromady Klęczany przyłączono obszar zniesionej gromady Chomranice.
W kwietniu 1969 dla gromady ustalono 21 członków gromadzkiej rady narodowej.
1 stycznia 1970 gromada składała się ze wsi: Chomranice, Klęczany, Krasne Potockie, Marcinkowice, Rdziostów i Wola Marcinkowska.
Gromada przetrwała do końca 1972 roku, czyli do kolejnej reformy gminnej.